# Автокаталитический набор
Автокаталитический набор — это совокупность объектов, каждый из которых может быть создан каталитически другими объектами этого набора, так, что в целом набор способен катализировать собственное производство. Таким образом набор как целое может быть назван автокаталитическим. Изначально автокаталитические наборы были определены для молекулярных систем, но позже это понятие стали расширять на экономические и социальные системы.
Некоторые автокаталитические наборы также имеют способность воспроизводить себя, если разделены на части в отдельные пространства. Компьютерные модели показывают, что такой разделенный набор воспроизводит все реакции изначального набора в каждой половине, во многом напоминая клеточный митоз. В сущности, используя принципы автокатализа, обмен веществ или метаболизм может воспроизводить сам себя, не являясь при этом особо сложно организованным. Это качество является причиной того, что автокатализ претендует на роль основополагающего механизма сложной эволюции.
До открытий Уотсона и Крика биологи уже рассматривали автокаталитический набор как способ существования метаболизма в принципе, то есть один белок помогает синтезировать другой белок и так далее. После открытия двойной спирали ДНК сформулирована центральная догма молекулярной биологии, согласно которой ДНК транскрибируется на РНК, на матрице которой в свою очередь синтезируются белки. Однако молекулярная структура ДНК и РНК, как и метаболизм, поддерживающий их репликацию, считается слишком сложными для спонтанного возникновения в один шаг из первичного бульона на заре жизни.
Несколько моделей происхождения жизни основаны на предположении, что жизнь могла возникнуть в результате развития начального молекулярного автокаталитического набора, который эволюционировал со временем. Данные модели, возникшие из учений о сложных системах, предсказывают, что жизнь возникла не из молекулы с какими-либо определенными свойствами (такой как самореплицирующаяся РНК), а из первичного автокаталитического набора. Получены первые экспериментальные аргументы к данной гипотезе, а именно автокаталитические наборы, в которых «два фермента (РНК) катализируют синтез друг друга из всего лишь 4 компонентов (нуклеотиды)». Более того, эволюционный процесс, запустившийся в среде из таких репликаторов привел к доминированию популяции из рекомбинантных репликаторов.
Современная жизнь имеет явные черты автокаталитического набора, поскольку ни одна молекула организма не способна воспроизвести себя самостоятельно. Разрабатываются различные модели эволюции жизни из автокаталитических наборов, к примеру Стюартом Кауффманом и другими.